# Fundació Bonanit
La Fundació Bonanit es va crear el 2006 a Tarragona per a tenir cura dels sense sostre facilitant-los allotjament, i menjar a través de la col·laboració de diverses entitats de la ciutat. Des de la seva fundació fins a l'abril del 2013 ha atès 1.874 persones. El 2 de novembre del 2013 va inaugurar un alberg a l'antiga Casa del Transeünt que obrirà tot l'any i sumarà 14 noves places a les 16 que fins al moment mantenia l'entitat.
Funciona amb un patronat on participa Càritas Diocesana de Tarragona, la Fundació Santa Tecla, l'Ajuntament de Tarragona, el Consell Comarcal del Tarragonès, l'Il·lustre Col·legi d'Advocats de Tarragona i altres persones a títol personal com el periodista Antoni Coll i Gilabert, que el presideix. A part de les donacions de persones i entitats de Tarragona, el Senat espanyol va fer-hi una aportació el 2012.

## Serveis
Els sense sostre reben allotjament, higiene personal, rentada de la roba i servei de consigna. Des de la seva fundació fins a l'abril del 2013 la fundació ha atès a 1.874 persones que han fet 21.409 pernoctacions a les pensions Carmen i Alhambra. L'entitat també ofereix ajuts puntuals a les famílies més necessitades.
Els acollits també gaudeixen de menjar. De l'esmorzar se'n fa càrrec Càritas a través de la iniciativa anomenada Cafè i Caliu de la Casa de Sant Auturi, del dinar calent al restaurant Zanzíbar se n'encarrega l'Ajuntament de Tarragona i del sopar el Complex Educatiu de Tarragona.